# Thulinius
Thulinius là một chi gấu nước thuộc ngành Tardigrada, lớp Eutardigrada.

## Các loài
- Thulinius augusti (Murray, 1907)
- Thulinius ruffoi (Bertolani, 1982)
- Thulinius stephaniae (Pilato, 1974)